# 마누스주

마누스주의 깃발

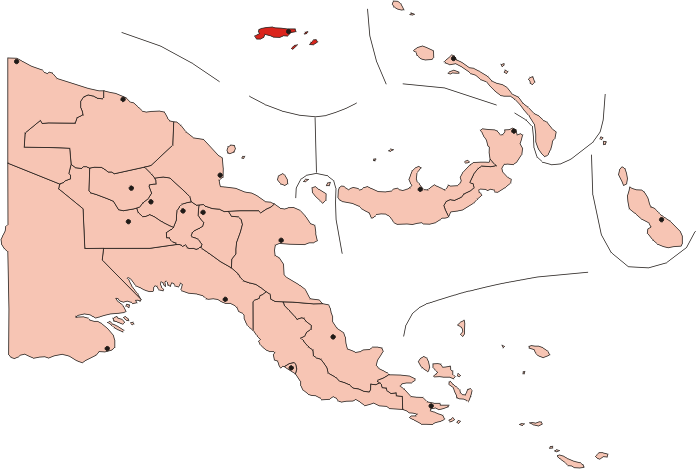
마누스주

마누스주(Manus)는 파푸아뉴기니에서 수도권 다음으로 작은 주로 주도는 로렝가우이며 면적은 2,100km2, 인구는 43,387명(2000년 기준)이다. 비스마르크 제도의 일부인 애드미럴티 제도와 우불루섬 및 주변 환초지역으로 이루어져 있다. 가장 큰 섬은 마누스섬으로 주도 로렝가우가 위치한다.

## 경제
주요 산업은 코코넛 재배와 수산업이다. 환초지역의 아름다움으로 인해 스쿠버 다이빙을 즐기러 오는 관광객들도 주요 부분을 차지한다.

## 역사
1880년 독일 제국의 보호령이 되었고 1920년 오스트레일리아의 위임통치에 들어갔다. 제2차 세계 대전 중이던 1942년 일본 제국이 마누스섬의 로순 마을 근처에 군기지를 세웠으며 로스네그로스섬에서 이 지역 최초의 공항을 건설하였다.
1944년 2월 29일 어드미럴티 제도는 미국의 더글러스 맥아더가 이끄는 미군에 의해 공격당했다. 미군은 시들러 항에 빠르게 항구와 공항을 포함하는 전진기지를 건설하였으며 뉴기니섬과 필리핀에 대한 군사 작전의 중심지가 되었다. 이 기지는 현재 파푸아뉴기니 군대가 사용하고 있다.